# Хармони (тауншип, Миннесота)
Хармони (англ. Harmony) — тауншип в округе Филмор, Миннесота, США. На 2000 год его население составило 396 человек.

## География
По данным Бюро переписи населения США площадь тауншипа составляет 90,0 км², из которых 90,0 км² занимает суша, водоёмов нет.

## Демография
По данным переписи населения 2000 года здесь находились 396 человек, 125 домохозяйств и 108 семей.  Плотность населения —  4,4 чел./км².  На территории тауншипа расположено 136 построек со средней плотностью 1,5 построек на один квадратный километр. Расовый состав населения: 100,00 % белых.
Из 125 домохозяйств в 36,0 % воспитывались дети до 18 лет, в 83,2 % проживали супружеские пары, в 2,4 % проживали незамужние женщины и в 12,8 % домохозяйств проживали несемейные люди. 11,2 % домохозяйств состояли из одного человека, при том 4,8 % из — одиноких пожилых людей старше 65 лет. Средний размер домохозяйства — 3,17, а семьи — 3,45 человека.
31,6 % населения — младше 18 лет, 8,6 % — в возрасте от 18 до 24 лет, 25,0 % — от 25 до 44, 21,7 % — от 45 до 64, и 13,1 % — старше 65 лет. Средний возраст — 36 лет. На каждые 100 женщин приходилось 114,1 мужчин.  На каждые 100 женщин старше 18 приходилось 111,7 мужчин.
Средний годовой доход домохозяйства составлял 42 083 доллара, а средний годовой доход семьи — 41 875 долларов. Средний доход мужчин — 26 875 долларов, в то время как у женщин — 21 406. Доход на душу населения составил 14 531 доллар. За чертой бедности находились 9,4 % семей и 14,1 % всего населения тауншипа, из которых 18,1 % младше 18 лет.